# Precioso Palma
Precioso Palma (Manilla, 6 juli 1884 - aldaar, 5 juli 1945) was een Filipijns acteur en schrijver.

## Biografie
Precioso Palma werd geboren op 6 juli 1884 in Tondo in de Filipijnse hoofdstad Manilla. Zijn ouders waren Hermogenes Palma en Petrona Fernandez. Zijn half-broers waren Rafael Palma en Jose Palma. Hij studeerde aan de Ateneo de Manila toen de Filipijnse Revolutie uitbrak. Zijn vader ontvluchtte daarop samen met hem het land naar Hongkong. In 1908 keerde hij terug in de Filipijnen, waar hij als oudste zoon mee moest helpen met de kost verdienen en dus niet verder kon studeren. Hij schreef onder het pseudoniem Palaspas enkele tientallen jaren artikelen in diverse Filipijns-Spaanse kranten als Muling Pagsilang, El Renacimiento Filipino en Talibo. Hij was ook korte tijd politiek actief in de Nacionalista Party, maar stopte om zich te richten op een carrière als acteur. Hij speelde rollen in een toneelstuk genaamd Paglipas ng Dilim en in de film Señorita. Daarna groeide hij uit tot een van de bekendere acteurs van Sampaguita Pictures.
In 1945 stierf Palma door prostaatproblemen op 61-jarige leeftijd.